# Krosno Miasto
Krosno Miasto – przystanek kolejowy w Krośnie, w województwie podkarpackim, w Polsce. Ze stacji odjeżdżają pociągi osobowe spółki Polregio relacji Sanok- Rzeszów Główny, Zagórz - Jasło oraz PKP Intercity: IC Bieszczady relacji Kraków - Zagórz / Łupków, IC Wetlina relacji Kraków - Zagórz / Łupków 

## Ruch pasażerski
| Rok  | Wymiana pasażerska na dobę |
| ---- | -------------------------- |
| 2017 | 10-19                      |
| 2022 | 50-99                      |